# Weltmeisterschaften im Gewichtheben 2019
Die Weltmeisterschaften im Gewichtheben 2019 fanden im September in Pattaya in Thailand statt.

## Medaillengewinner

### Männer

#### Klasse bis 55 kg
| Disziplin | Gold        | Gold   | Silber               | Silber | Bronze                        | Bronze |
| --------- | ----------- | ------ | -------------------- | ------ | ----------------------------- | ------ |
| Zweikampf | Om Yun-chol | 294 kg | Igor Son             | 266 kg | Manssour Abdzulrahim Al Salee | 265 kg |
| Reißen    | Om Yun-chol | 128 kg | Tran Anh Tuan Nguyen | 120 kg | Igor Son                      | 120 kg |
| Stoßen    | Om Yun-chol | 166 kg | Hafez Ghashghaei     | 149 kg | Manssour Abdzulrahim Al Salee | 147 kg |

#### Klasse bis 61 kg
| Disziplin | Gold     | Gold   | Silber             | Silber | Bronze             | Bronze |
| --------- | -------- | ------ | ------------------ | ------ | ------------------ | ------ |
| Zweikampf | Li Fabin | 318 kg | Eko Yuli Irawan    | 306 kg | Francisco Mosquera | 302 kg |
| Reißen    | Li Fabin | 145 kg | Eko Yuli Irawan    | 140 kg | Yoichi Itokazu     | 135 kg |
| Stoßen    | Li Fabin | 173 kg | Francisco Mosquera | 172 kg | Qin Fulin          | 171 kg |

#### Klasse bis 67 kg
| Disziplin | Gold         | Gold   | Silber          | Silber | Bronze            | Bronze |
| --------- | ------------ | ------ | --------------- | ------ | ----------------- | ------ |
| Zweikampf | Chen Lijun   | 337 kg | Feng Lyudong    | 333 kg | Pak Jong-ju       | 330 kg |
| Reißen    | Feng Lyudong | 153 kg | Daniar Ismailov | 150 kg | Chen Lijun        | 150 kg |
| Stoßen    | Pak Jong-ju  | 188 kg | Chen Lijun      | 187 kg | Adhamjon Ergashev | 182 kg |

Der deutsche Teilnehmer Simon Brandhuber landete mit 301 kg im Zweikampf auf dem 17. Platz.

#### Klasse bis 73 kg
| Disziplin | Gold        | Gold   | Silber            | Silber | Bronze            | Bronze |
| --------- | ----------- | ------ | ----------------- | ------ | ----------------- | ------ |
| Zweikampf | Shi Zhiyong | 363 kg | O Kang-choi       | 347 kg | Boschidar Andreew | 346 kg |
| Reißen    | Shi Zhiyong | 166 kg | Boschidar Andreew | 157 kg | Briken Calja      | 156 kg |
| Stoßen    | Shi Zhiyong | 197 kg | O Kang-choi       | 193 kg | Boschidar Andreew | 189 kg |

#### Klasse bis 81 kg
| Disziplin | Gold        | Gold   | Silber   | Silber | Bronze                              | Bronze |
| --------- | ----------- | ------ | -------- | ------ | ----------------------------------- | ------ |
| Zweikampf | Lyu Xiaojun | 378 kg | Li Dayin | 377 kg | Brayan Santiago Rodallegas Carvajal | 363 kg |
| Reißen    | Lyu Xiaojun | 171 kg | Li Dayin | 171 kg | Andranik Karapetjan                 | 168 kg |
| Stoßen    | Lyu Xiaojun | 207 kg | Li Dayin | 206 kg | Rejepbaý Rejepow                    | 199 kg |

#### Klasse bis 89 kg
| Disziplin | Gold              | Gold   | Silber              | Silber | Bronze                               | Bronze |
| --------- | ----------------- | ------ | ------------------- | ------ | ------------------------------------ | ------ |
| Zweikampf | Hakob Mkrttschjan | 375 kg | Ali Miri            | 374 kg | Rewas Dawitadse                      | 371 kg |
| Reißen    | Rewas Dawitadse   | 172 kg | Aliaksandr Bersanau | 169 kg | Keydomar Giovanni Vallenilla Sanchez | 169 kg |
| Stoßen    | Toshiki Yamamoto  | 208 kg | Hakob Mkrttschjan   | 208 kg | Ali Miri                             | 207 kg |

#### Klasse bis 96 kg
| Disziplin | Gold          | Gold   | Silber        | Silber | Bronze                   | Bronze |
| --------- | ------------- | ------ | ------------- | ------ | ------------------------ | ------ |
| Zweikampf | Tian Tao      | 410 kg | Fares Ibrahim | 402 kg | Anton Plesnoi            | 394 kg |
| Reißen    | Anton Plesnoi | 181 kg | Tian Tao      | 180 kg | Jhonatan Rivas           | 179 kg |
| Stoßen    | Tian Tao      | 230 kg | Fares Ibrahim | 224 kg | Seyedayoob Mousavijarahi | 214 kg |

#### Klasse bis 102 kg
| Disziplin | Gold              | Gold   | Silber            | Silber | Bronze           | Bronze |
| --------- | ----------------- | ------ | ----------------- | ------ | ---------------- | ------ |
| Zweikampf | Jauheni Zichanzou | 398 kg | jin Yun-seong     | 397 kg | Reza Dehdar      | 394 kg |
| Reißen    | jin Yun-seong     | 181 kg | Jauheni Zichanzou | 180 kg | Samwel Gasparjan | 178 kg |
| Stoßen    | Reza Dehdar       | 219 kg | Jauheni Zichanzou | 218 kg | Dmytro Tschumak  | 217 kg |

#### Klasse bis 109 kg
| Disziplin | Gold              | Gold   | Silber         | Silber | Bronze         | Bronze |
| --------- | ----------------- | ------ | -------------- | ------ | -------------- | ------ |
| Zweikampf | Simon Martirosjan | 429 kg | Andrei Aramnau | 426 kg | Yang Zhe       | 420 kg |
| Reißen    | Simon Martirosjan | 199 kg | Andrei Aramnau | 198 kg | Yang Zhe       | 197 kg |
| Stoßen    | Simon Martirosjan | 230 kg | Akbar Joʻrayev | 229 kg | Andrei Aramnau | 228 kg |

#### Klasse über 109 kg
| Disziplin | Gold              | Gold   | Silber       | Silber | Bronze           | Bronze |
| --------- | ----------------- | ------ | ------------ | ------ | ---------------- | ------ |
| Zweikampf | Lascha Talachadse | 484 kg | Gor Minasjan | 460 kg | Ruben Aleksanjan | 437 kg |
| Reißen    | Lascha Talachadse | 220 kg | Gor Minasjan | 212 kg | Walid Bidani     | 200 kg |
| Stoßen    | Lascha Talachadse | 264 kg | Gor Minasjan | 248 kg | Ruben Aleksanjan | 245 kg |

### Frauen

#### Klasse bis 45 kg
| Disziplin | Gold           | Gold   | Silber         | Silber | Bronze          | Bronze |
| --------- | -------------- | ------ | -------------- | ------ | --------------- | ------ |
| Zweikampf | Saziye Erdogan | 169 kg | Ludia Montero  | 167 kg | Lisa Setiawati  | 165 kg |
| Reißen    | Saziye Erdogan | 77 kg  | Ludia Montero  | 76 kg  | My Phuong Khong | 74 kg  |
| Stoßen    | Lisa Setiawati | 95 kg  | Saziye Erdogan | 92 kg  | Thi Huyen Vuong | 91 kg  |

#### Klasse bis 49 kg
| Disziplin | Gold         | Gold   | Silber       | Silber | Bronze      | Bronze |
| --------- | ------------ | ------ | ------------ | ------ | ----------- | ------ |
| Zweikampf | Jiang Huihua | 212 kg | Hou Zhihui   | 211 kg | Ri Song-gum | 204 kg |
| Reißen    | Hou Zhihui   | 94 kg  | Jiang Huihua | 94 kg  | Ri Song-gum | 89 kg  |
| Stoßen    | Jiang Huihua | 118 kg | Hou Zhihui   | 117 kg | Ri Song-gum | 115 kg |

#### Klasse bis 55 kg
| Disziplin | Gold           | Gold   | Silber         | Silber | Bronze           | Bronze |
| --------- | -------------- | ------ | -------------- | ------ | ---------------- | ------ |
| Zweikampf | Liao Qiuyun    | 227 kg | Zhang Wangjong | 222 kg | Hidilyn Diaz     | 214 kg |
| Reißen    | Zhang Wangjong | 99 kg  | Liao Qiuyun    | 98 kg  | Muattar Nabiyeva | 96 kg  |
| Stoßen    | Liao Qiuyun    | 129 kg | Zhang Wangjong | 123 kg | Hidilyn Diaz     | 121 kg |

#### Klasse bis 59 kg
| Disziplin | Gold           | Gold   | Silber         | Silber | Bronze       | Bronze |
| --------- | -------------- | ------ | -------------- | ------ | ------------ | ------ |
| Zweikampf | Kuo Hsing-chun | 246 kg | Choe Hyo-sim   | 245 kg | Chen Guiming | 233 kg |
| Reißen    | Choe Hyo-sim   | 107 kg | Kuo Hsing-chun | 106 kg | Chen Guiming | 101 kg |
| Stoßen    | Kuo Hsing-chun | 140 kg | Choe Hyo-sim   | 138 kg | Chen Guiming | 132 kg |

#### Klasse bis 64 kg
| Disziplin | Gold     | Gold   | Silber     | Silber | Bronze         | Bronze |
| --------- | -------- | ------ | ---------- | ------ | -------------- | ------ |
| Zweikampf | Deng Wei | 261 kg | Rim Un-sim | 251 kg | Loredana Toma  | 240 kg |
| Reißen    | Deng Wei | 116 kg | Rim Un-sim | 114 kg | Loredana Toma  | 112 kg |
| Stoßen    | Deng Wei | 145 kg | Rim Un-sim | 137 kg | Mercedes Pérez | 132 kg |

#### Klasse bis 71 kg
| Disziplin | Gold                    | Gold   | Silber            | Silber | Bronze            | Bronze |
| --------- | ----------------------- | ------ | ----------------- | ------ | ----------------- | ------ |
| Zweikampf | Katherine Elizabeth Nye | 248 kg | Martha Ann Rogers | 240 kg | Kim Hyo-sim       | 230 kg |
| Reißen    | Katherine Elizabeth Nye | 112 kg | Kim Hyo-sim       | 110 kg | Martha Ann Rogers | 106 kg |
| Stoßen    | Katherine Elizabeth Nye | 136 kg | Martha Ann Rogers | 136 kg | Emily Godley      | 134 kg |

#### Klasse bis 76 kg
| Disziplin | Gold         | Gold   | Silber       | Silber | Bronze                         | Bronze |
| --------- | ------------ | ------ | ------------ | ------ | ------------------------------ | ------ |
| Zweikampf | Rim Jong-sim | 276 kg | Zhang Wangli | 271 kg | Neisi Patricia Dajomes Barrera | 245 kg |
| Reißen    | Rim Jong-sim | 124 kg | Zhang Wangli | 118 kg | Neisi Patricia Dajomes Barrera | 110 kg |
| Stoßen    | Zhang Wangli | 153 kg | Rim Jong-sim | 152 kg | Aremi Fuentes                  | 138 kg |

#### Klasse bis 81 kg
| Disziplin | Gold                          | Gold   | Silber               | Silber | Bronze                          | Bronze |
| --------- | ----------------------------- | ------ | -------------------- | ------ | ------------------------------- | ------ |
| Zweikampf | Leidy Yessenia Solis Arboleda | 247 kg | Lidia Valentin Perez | 246 kg | Jenny Lyvette Arthur            | 245 kg |
| Reißen    | Lee Jie-un                    | 111 kg | Kim Su-hyeon         | 111 kg | Mönchdschantsangiin Anchtsetseg | 110 kg |
| Stoßen    | Leidy Yessenia Solis Arboleda | 141 kg | Lidia Valentin Perez | 138 kg | Jenny Lyvette Arthur            | 138 kg |

#### Klasse bis 87 kg
| Disziplin | Gold        | Gold   | Silber    | Silber | Bronze         | Bronze |
| --------- | ----------- | ------ | --------- | ------ | -------------- | ------ |
| Zweikampf | Wang Zhouyu | 278 kg | Kim Un-ju | 269 kg | Tamara Salazar | 252 kg |
| Reißen    | Wang Zhouyu | 120 kg | Kim Un-ju | 115 kg | Naryury Pérez  | 110 kg |
| Stoßen    | Wang Zhouyu | 158 kg | Kim Un-ju | 154 kg | Tamara Salazar | 144 kg |

#### Klasse über 87 kg
| Disziplin | Gold      | Gold   | Silber             | Silber | Bronze      | Bronze |
| --------- | --------- | ------ | ------------------ | ------ | ----------- | ------ |
| Zweikampf | Li Wenwen | 332 kg | Tatjana Kaschirina | 318 kg | Meng Suping | 311 kg |
| Reißen    | Li Wenwen | 146 kg | Tatjana Kaschirina | 140 kg | Meng Suping | 137 kg |
| Stoßen    | Li Wenwen | 186 kg | Tatjana Kaschirina | 178 kg | Meng Suping | 174 kg |

## Medaillenspiegel
Nur Zweikampfmedaillen
| Rang  | Land                | Gold | Silber | Bronze | Gesamt |
| ----- | ------------------- | ---- | ------ | ------ | ------ |
| 1     | Volksrepublik China | 10   | 5      | 3      | 18     |
| 2     | Nordkorea           | 2    | 4      | 3      | 9      |
| 3     | Armenien            | 2    | 1      | 1      | 4      |
| 4     | Vereinigte Staaten  | 1    | 1      | 1      | 3      |
| 5     | Belarus             | 1    | 1      | 0      | 2      |
| 6     | Kolumbien           | 1    | 0      | 2      | 3      |
| 7     | Georgien            | 1    | 0      | 1      | 2      |
| 8     | Türkei              | 1    | 0      | 0      | 1      |
| 8     | Chinesisch Taipeh   | 1    | 0      | 0      | 1      |
| 10    | Indonesien          | 0    | 1      | 1      | 2      |
| 10    | Iran                | 0    | 1      | 1      | 2      |
| 12    | Kasachstan          | 0    | 1      | 0      | 1      |
| 12    | Katar               | 0    | 1      | 0      | 1      |
| 12    | Südkorea            | 0    | 1      | 0      | 1      |
| 12    | Kuba                | 0    | 1      | 0      | 1      |
| 12    | Spanien             | 0    | 1      | 0      | 1      |
| 12    | Russland            | 0    | 1      | 0      | 1      |
| 18    | Ecuador             | 0    | 0      | 2      | 2      |
| 19    | Saudi-Arabien       | 0    | 0      | 1      | 1      |
| 19    | Bulgarien           | 0    | 0      | 1      | 1      |
| 19    | Rumänien            | 0    | 0      | 1      | 1      |
| 19    | Georgien            | 0    | 0      | 1      | 1      |
| 19    | Philippinen         | 0    | 0      | 1      | 1      |
| Total | Total               | 20   | 20     | 20     | 60     |